# Янисйоки
Я́нисйо́ки (фин. Jänisjoki — «заячья река») — река в Финляндии и России. На территории России протекает по Сортавальскому и Питкярантскому районам Карелии. Средний расход воды — 39,1 м³/с.

## Физико-географическая характеристика
По данным Государственного водного реестра длина реки — 70 км. Протекает через крупное озеро Янисъярви. На берегах реки находятся посёлки Хямекоски, Харлу, Ляскеля. На реке много порогов, но основной перепад сосредоточен на нескольких плотинах. Впадает в залив Хиденселькя Ладожского озера на высоте 5,1 м над уровнем моря. Площадь водосборного бассейна — 3861 км², из которых 1988 км² (или 51,5 %) расположены на территории Финляндии, оставшиеся 1873 км² (или 48,5 %) на территории России.

## Использование

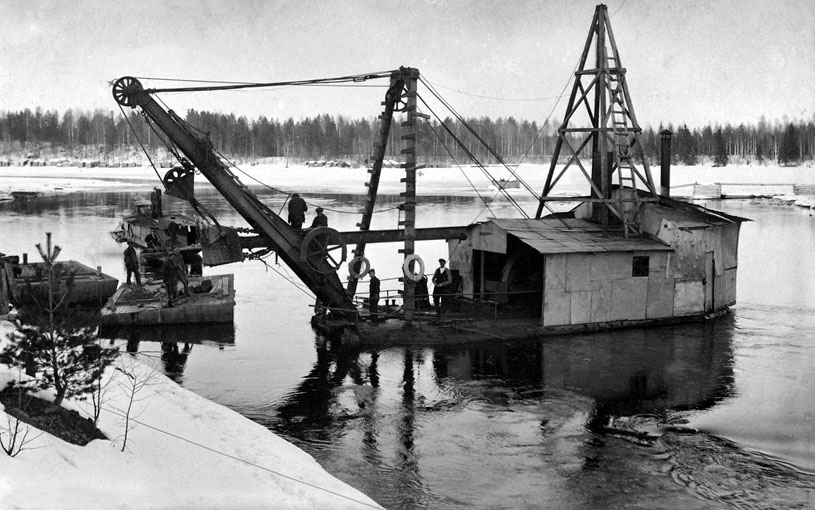
Дноуглубительные работы на реке Янисйоки. 1920-е годы

На территории Финляндии течение реки зарегулировано ГЭС Рускеакоски на 60 км, Вихтакоски на 55 км, Вяярякоски на 40 км, Саарионкоски на 35 км от устья реки. Общая проектная мощность этих финских ГЭС составляет 8,0 МВт.
В 2000-х годах компанией ТГК-1 проводилось восстановление старых финских малых ГЭС:
- Хямекоски ГЭС-21 (пос. Хямекоски, 2,68 МВт)
- Харлу ГЭС-22 (пос. Харлу, 3,00 МВт)
- Ляскеля ГЭС (пос. Ляскеля, 4,80 МВт)

Суммарная мощность каскада работающего в автоматическом режиме — 10,48 МВт, а годовая выработка — свыше 45 млн кВтч.

## Галерея

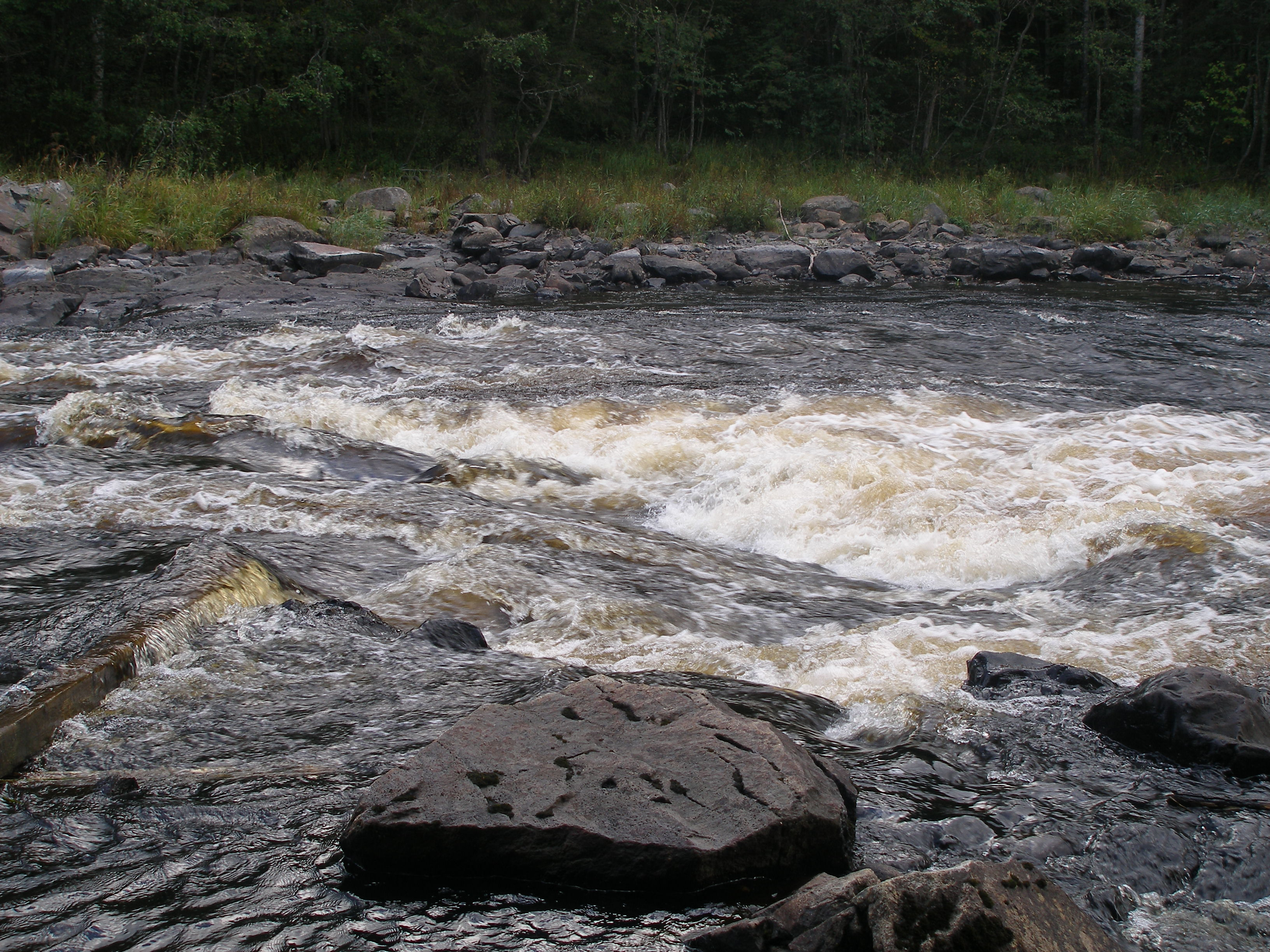
Янисйоки недалеко от Харлу
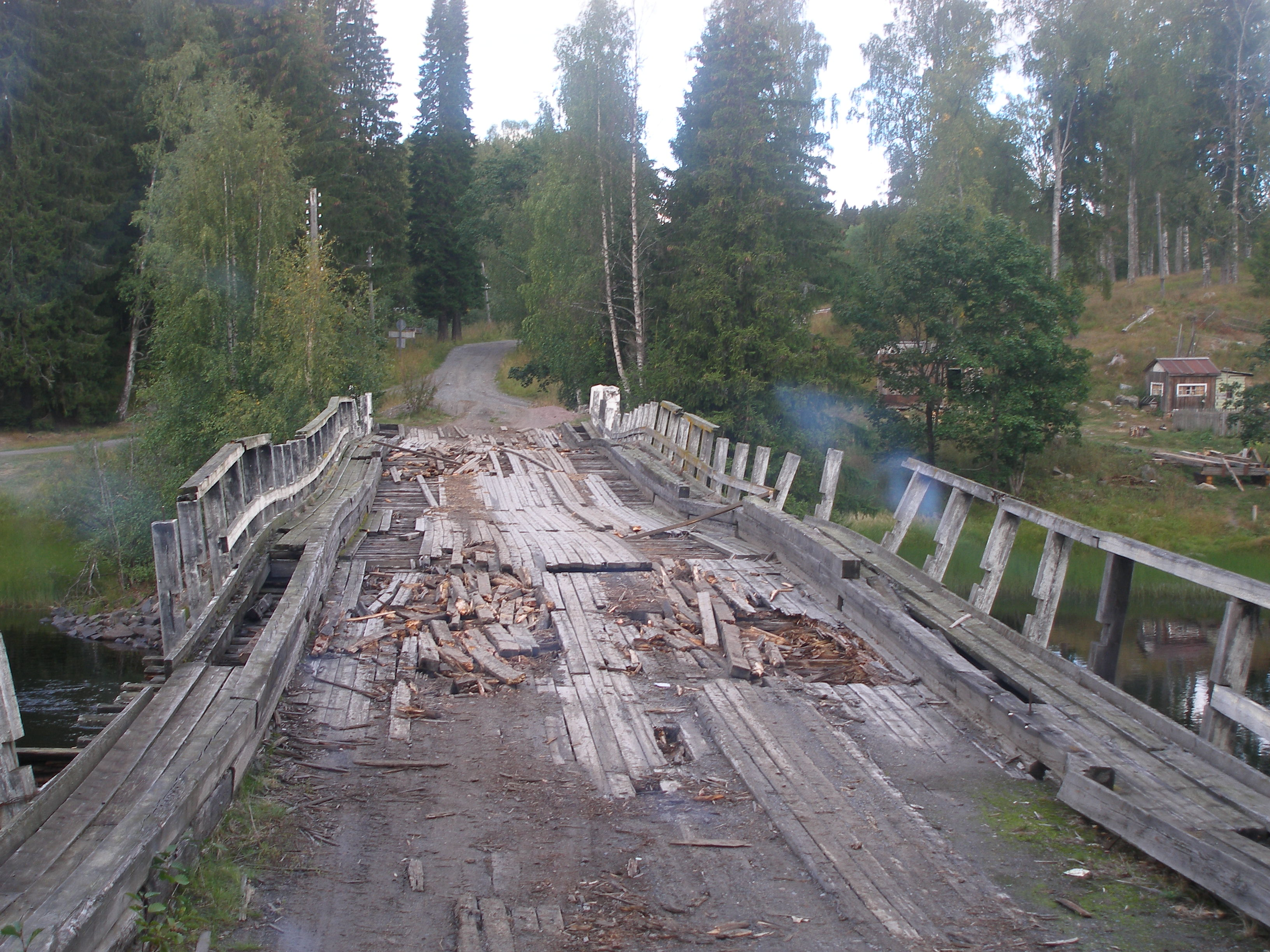
Полуразрушенный мост через Янисъйоки в посёлке Хямекоски
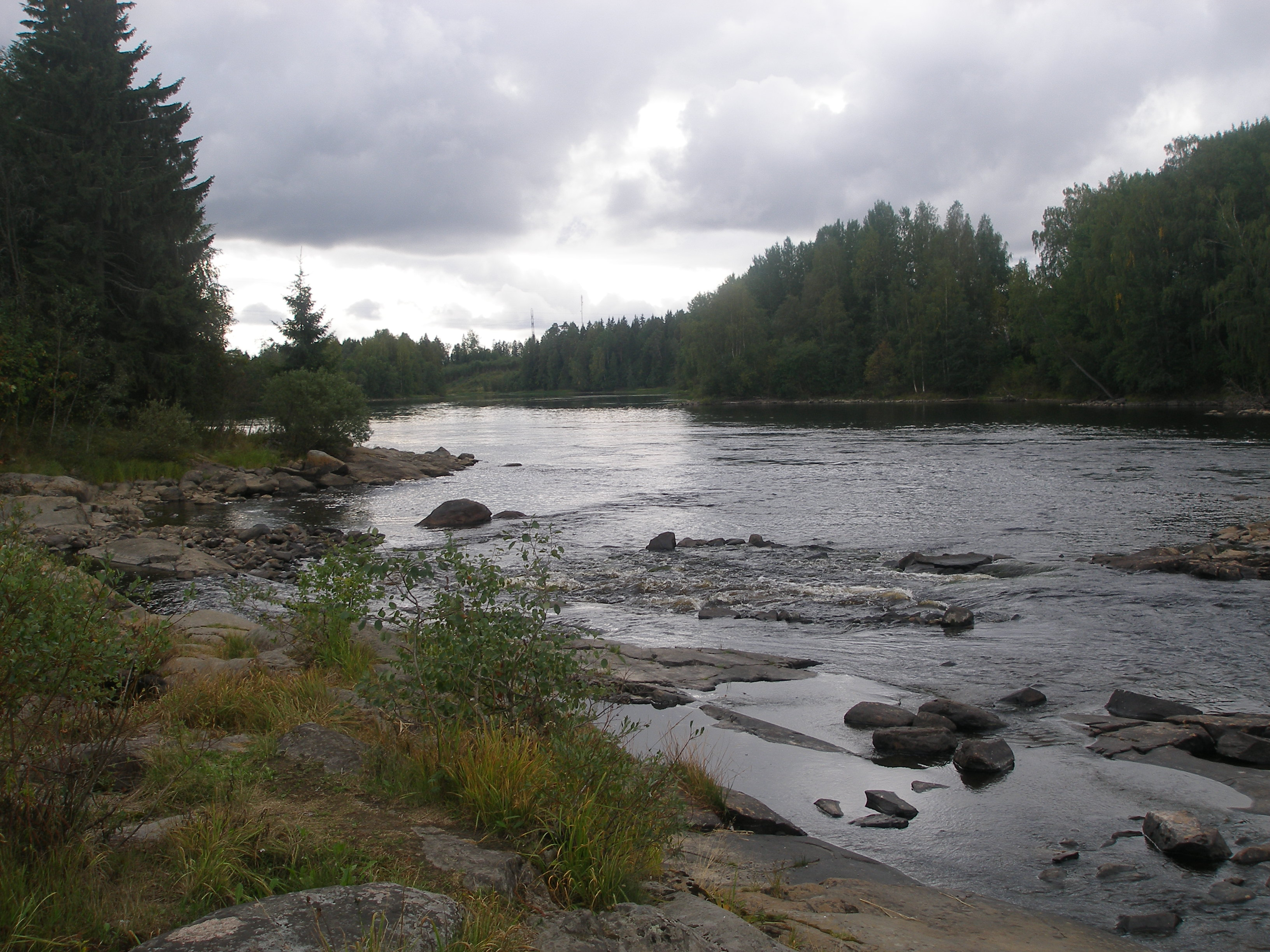
Левый берег
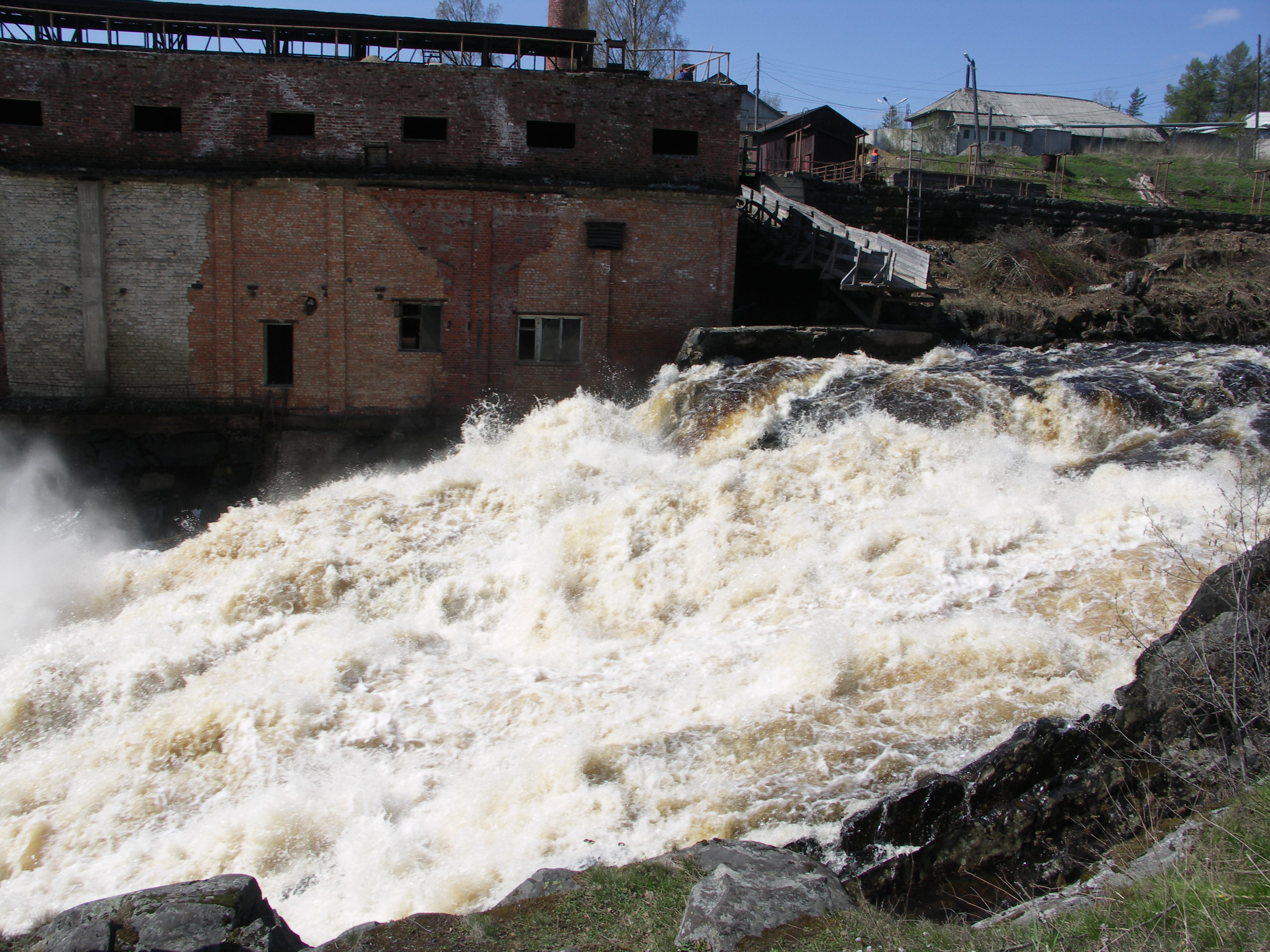
Ляскеля
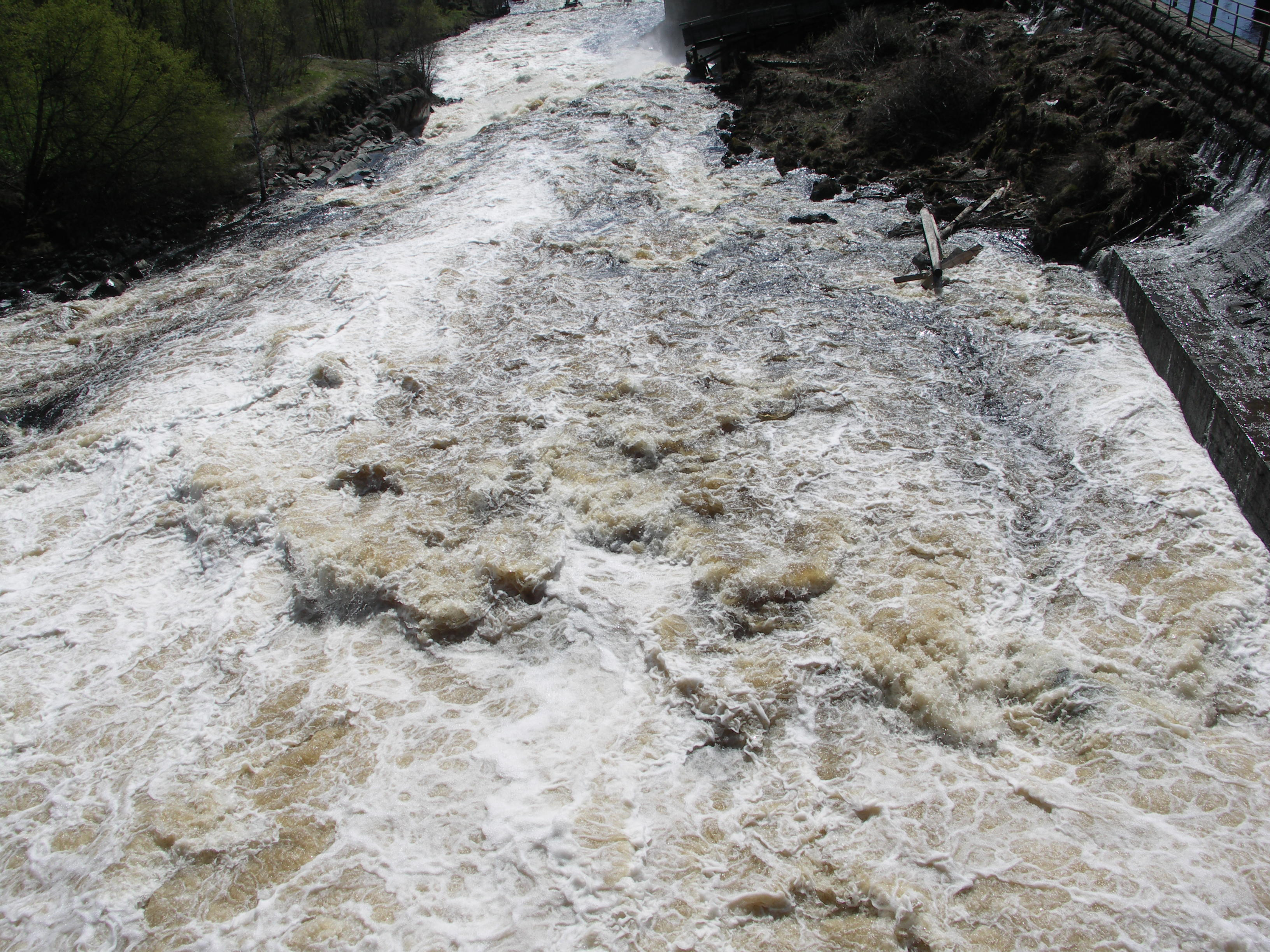
Ляскеля